# City Tower Offenbach

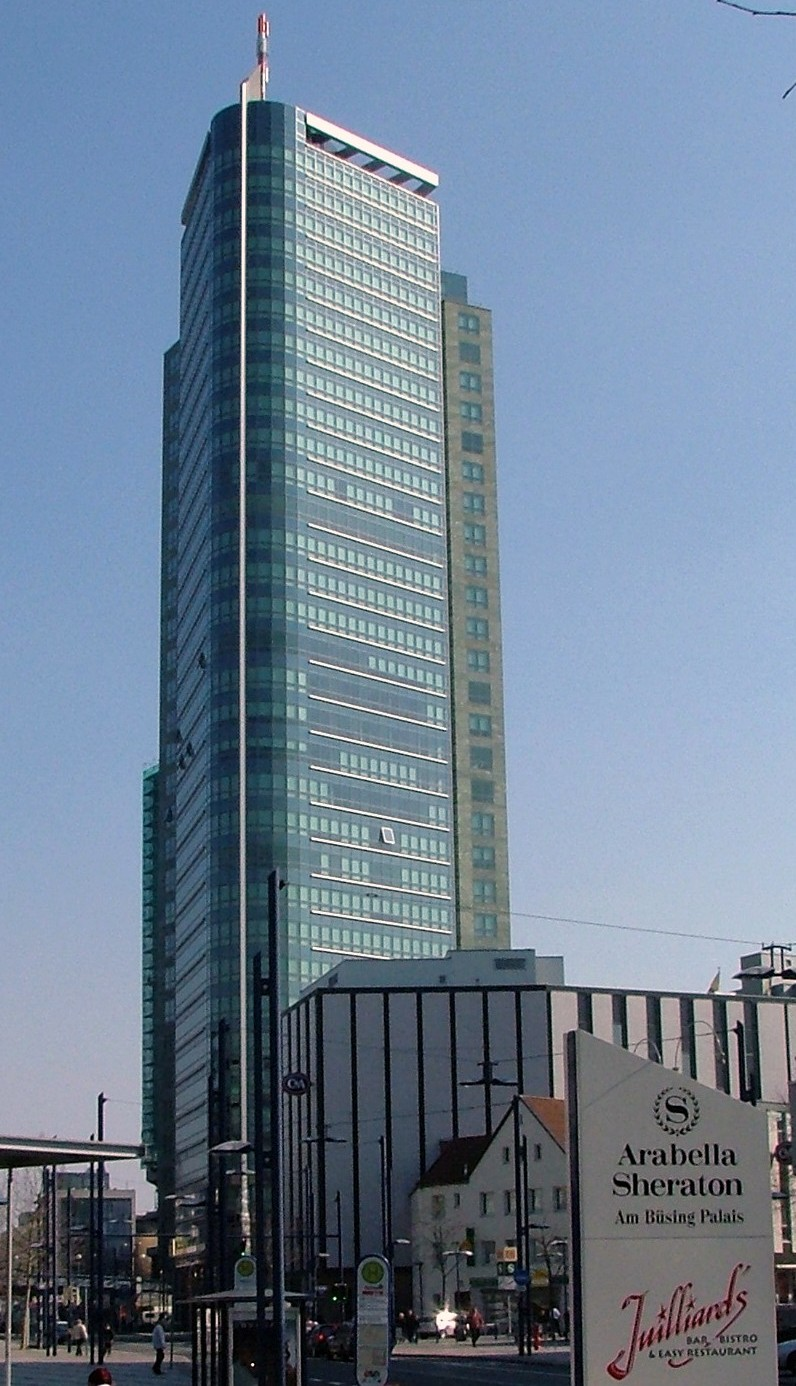
City Tower Nordseite

Der City Tower ist ein 2003 fertiggestelltes, 120 Meter hohes Hochhaus an der Berliner Straße in Offenbach am Main. Der Tower verfügt über zwei Untergeschosse einschließlich der Tiefgarage, Erdgeschoss mit Galerie und 32 Obergeschosse und hat auf 700 Quadratmetern Geschossfläche eine Brutto-Grundfläche von 23.000 Quadratmetern. Die technischen Anlagen befinden sich im ersten und zweiten Untergeschoss sowie in Teilen des 25. Obergeschoss und im gesamten 33. Obergeschoss.
Durch die Montage eines knapp 18 Meter hohen Stahlmastes erreicht das Gebäude eine Gesamthöhe von 140 Metern und ist somit das höchste Gebäude der Stadt Offenbach. Der City Tower befindet sich in der Stadtmitte unmittelbar am Marktplatz mit Anbindung an das Netz der S-Bahn Rhein-Main. Im Zuge des Neubaus wurde der 8.000 Quadratmeter große Hugenottenplatz neu gestaltet und saniert, ebenso das gegenüberliegende fünfgeschossige Bürogebäude „Kubus“.
Der Entwurf für den City Tower stammt von dem Offenbacher Architekturbüro Novotny Mähner Assoziierte. Bauherrin ist die Commerz Grundbesitz Investmentgesellschaft mbH (CGI). Das Facility Management übernahm die Hochtief Facility Management GmbH. Seit Oktober 2014 wird die Liegenschaft kaufmännisch und technisch von der Hausmaxx Gruppe betreut. Bauzeit war von Dezember 2000 bis Januar 2003. Hauptmieter im City Tower war bis 2017 die Unternehmensberatung Capgemini, seitdem ist es der Reifenhersteller Falken Tyre Europe. Derzeit beträgt der Leerstand ca. 20.000 Quadratmeter, somit ist der Großteil der Bürofläche unbesetzt.